# 1974 Голяма награда на Бразилия
1974 Голяма награда на Бразилия е 2-рото за Голямата награда на Бразилия и втори кръг от сезон 1974 във Формула 1, провежда се на 27 януари 1974 година на пистата Интерлагос в Сао Пауло, Бразилия.

## Репортаж
Единствената промяна в стартовия списък за ГП на Бразилия бе, че Инсайн и Рики фон Опел решиха да се върнат във Великобритания, за да оправят проблемите на N173, което причини неучастието им в предишния кръг. Всички други обаче пристигнаха в Интерлагос без промени.

### Квалификация
Отново горещото време повлия върху устойчивостта на трасето, правейки го по-коварно. Това обаче не повлия феновете на Емерсон Фитипалди, които видяха как бразилеца отне пол-позицията от Карлос Ройтеман пред Ники Лауда и Рони Петерсон, който имаше проблеми с жегата която го дехидрира. Съотборникът му Джаки Икс се класиран пети зад Шадоу-а на Питър Ревсън, чието време е окуражаващо въпреки проблеми с прегряването по неговия болид. Майк Хейлууд, Клей Регацони, Артуро Мерцарио и Йохен Мас запълниха топ 10, докато победителя от първия кръг, Дени Хълм остана 11-и, след като имаше проблеми с теч във водния резервоар на неговия Макларън.

### Състезание
Ройтеман, който имаше неприятната участ да загуби победата в Аржентина, поведе колоната пред Петерсон и Фитипалди, докато Лауда загуби единия си цилиндър на V12 двигателя на Ферари и загуби много позиции. Франсоа Миго остана на място с пара в горивната система, заради което той потегли последен, докато Мерцарио пропусна старта след като трябваше да стартира от боксовете.
От тези които успяха да стартират, Петерсон притискаше Ройтеман с Фитипалди близо до тях. В края на първата обиколка шведа се опита да изпревари Брабам-а но без сериозен успех, докато Регацони се намира четвърти пред Икс и Ревсън, преди да се отвори разлика пред Мас, Джоди Шектър, Карлос Паче, Лауда, Джеймс Хънт и останалите. Джон Уотсън трябваше да спре в бокса с проблем в дросела, докато Мерцарио се опитваше да минимизира загубите.
Петерсон отново се опита да изпревари Ройтеман, но аржентинеца успя да се защити от атаките на пилота на Лотус. Междувременно Паче изпревари Шектър за осма позиция, докато проблемите с двигателя на Лауда принуди австриеца да се оттегли след втората обиколка, скоро последван от Гай Едуардс с проблеми по задното крило.
В предната част на колоната битката между Петерсон и Ройтеман продължи до четвъртата обиколка, когато шведа най-после успя да мине пред аржентинеца, чийто предни гуми започнаха да се износват. Фитипалди последва бившия си съотборник, изпреварвайки Брабам-а следван от Регацони и Икс. Междувременно Шадоу-а на Ревсън отново имаше проблем с прегряването, а Мас имаше проблеми с управлението на неговия Съртис, което даде шанс на Паче и Хълм да го задминат, докато Хоудън Гънли напусна след два неуспешни стопа по оправянето на запалителя.
Фитипалди започна да преследва Петерсон като Макларън-а му имаше предимство на завоите, но Лотус-а на Рони имаше също предимство но на правите. В 16-а обиколка усещайки че Лотус-а губи контрол, Емерсон пое лидерството след успешно изпреварване, което зарадва публиката. Обиколка по-късно шведа влезе в бокса с износена задна гума, която го прати чак на десета позиция. Фитипалди вече има комфортна преднина пред втория Регацони, който успя да се откъсне от Икс. Паче се намира четвърти, но Мас и Хълм които спряха за нови гуми, докато Ревсън изчезна от класирането с прегрят двигател, оставяйки петата позиция на Хейлууд. Ройтеман все още се движи на шеста позиция, който е преследван от Марч-а на Ханс-Йоахим Щук преди трансмисията на германеца да го предаде, оставяйки Петерсон да се справи с Брабам-а.
В 28-ата обиколка Петерсон се върна в точките след изпреварване срещу аржентинеца, докато Шектър е в бокса, за да обясни на механиците си относно управлението на неговия Тирел. Той обаче е изпратен отново на трасето от Кен Тирел, изпреварен от Греъм Хил, Жан-Пиер Белтоаз и Хълм. Тогава 12 обиколки до финала, неочакван летен дъжд обгърна трасето, което принуди марлашите да спрат състезанието заради лошото оттичане на трасето от количеството вода. Флагът обаче е развят за Икс, което принуди Фитипалди и Регацони да направят още една обиколка със състезателно темпо, преди да осъзнаят че състезанието е приключило.
Победата на Фитипалди е втора последователна за Макларън този сезон, докато второто място на Регацони го прати на лидерска позиция в класирането при пилотите. Икс зае третата позиция за своите първи точки с новия си отбор, пред Паче, Хейлууд (чийто Макларън получи силни вибрации, и е на път към бокса преди да види развятия флаг и той остана на пистата) и Петерсон. Ройтеман отново остана зад точките на седма позиция пред Патрик Депайе, който успя да изпревари Хънт на дъжда като Белтоаз направи същото с Хил за десето. Хълм, Шектър, Анри Пескароло, Ричард Робартс, Мас и Миго са останалите които финишираха състезанието.

## Класиране
| Поз | No | Пилот             | Конструктор      | Обиколки | Време/Отпадане | Място | Точки |
| --- | -- | ----------------- | ---------------- | -------- | -------------- | ----- | ----- |
| 1   | 5  | Емерсон Фитипалди | Макларън-Форд    | 32       | 1:24:37.06     | 1     | 9     |
| 2   | 11 | Клей Регацони     | Ферари           | 32       | + 13.57        | 8     | 6     |
| 3   | 2  | Джеки Икс         | Лотус-Форд       | 31       | + 1 Об.        | 5     | 4     |
| 4   | 18 | Карлос Паче       | Съртис-Форд      | 31       | + 1 Об.        | 12    | 3     |
| 5   | 33 | Майк Хейлууд      | Макларън-Форд    | 31       | + 1 Об.        | 7     | 2     |
| 6   | 1  | Рони Петерсон     | Лотус-Форд       | 31       | + 1 Об.        | 4     | 1     |
| 7   | 7  | Карлос Ройтеман   | Брабам-Форд      | 31       | + 1 Об.        | 2     |       |
| 8   | 4  | Патрик Депайе     | Тирел-Форд       | 31       | + 1 Об.        | 16    |       |
| 9   | 24 | Джеймс Хънт       | Марч-Форд        | 31       | + 1 Об.        | 18    |       |
| 10  | 14 | Жан-Пиер Белтоаз  | БРМ              | 31       | + 1 Об.        | 17    |       |
| 11  | 26 | Греъм Хил         | Лола-Форд        | 31       | + 1 Об.        | 21    |       |
| 12  | 6  | Дени Хълм         | Макларън-Форд    | 31       | + 1 Об.        | 11    |       |
| 13  | 3  | Джоди Шектър      | Тирел-Форд       | 31       | + 1 Об.        | 14    |       |
| 14  | 15 | Анри Пескароло    | БРМ              | 30       | + 2 Об.        | 22    |       |
| 15  | 8  | Ричард Робартс    | Брабам-Форд      | 30       | + 2 Об.        | 24    |       |
| 16  | 37 | Франсоа Миго      | БРМ              | 30       | + 2 Об.        | 23    |       |
| 17  | 19 | Йохен Мас         | Съртис-Форд      | 30       | + 2 Об.        | 10    |       |
| Отп | 28 | Джон Уотсън       | Брабам-Форд      | 27       | Съединител     | 15    |       |
| Отп | 9  | Ханс-Йоахим Щук   | Марч-Форд        | 24       | Трансмисия     | 13    |       |
| Отп | 17 | Жан-Пиер Жарие    | Шадоу-Форд       | 21       | Спирачки       | 19    |       |
| Отп | 20 | Артуро Мерцарио   | Исо Малборо-Форд | 20       | Дросел         | 9     |       |
| Отп | 16 | Питър Ревсън      | Шадоу-Форд       | 10       | Прегряване     | 6     |       |
| Отп | 10 | Хоудън Гънли      | Марч-Форд        | 8        | Запалване      | 20    |       |
| Отп | 12 | Ники Лауда        | Ферари           | 2        | Двигател       | 3     |       |
| Отп | 27 | Гай Едуардс       | Лола-Форд        | 2        | Шаси           | 25    |       |

## Класиране след състезанието
| Поз | Пилот             | Точки |
| --- | ----------------- | ----- |
| 1   | Клей Регацони     | 10    |
| 2   | Емерсон Фитипалди | 9     |
| 3   | Дени Хълм         | 9     |
| 4   | Ники Лауда        | 6     |
| 5   | Майк Хейлууд      | 5     |
| 6   | Джаки Икс         | 4     |
| 7   | Карлос Паче       | 3     |
| 8   | Жан-Пиер Белтоаз  | 2     |

| Поз | Конструктор   | Точки |
| --- | ------------- | ----- |
| 1   | Макларън-Форд | 18    |
| 2   | Ферари        | 12    |
| 3   | Лотус-Форд    | 4     |
| 4   | Съртис-Форд   | 3     |
| 5   | БРМ           | 2     |
| 6   | Тирел-Форд    | 1     |